# Hélène (album de Roch Voisine)
Pour les articles homonymes, voir Hélène.
Hélène est un album du chanteur canadien Roch Voisine sorti en 1989.
Le titre éponyme Hélène est sa chanson la plus vendue, atteignant la première place pendant neuf semaines au chart français des singles. Les autres singles de l'album incluent Pourtant (classé en 3e position) et Avant de partir (classé 7e), publié en été 1990.
Deux chansons ont été écrites et composées par le chanteur lui-même. Marc Voisine, son frère, a participé à l'écriture de la dernière piste. L'enregistrement et le mixage ont été réalisés au studio Victor, à l'exception de la chanson Hélène (au studio Intercession). Il a obtenu un bon succès pour sa chanson Là-bas dans l'ombre.
L'album est entré à la 14e position, le 3 décembre 1989, d'après le chart albums du SNEP et a atteint la première place pendant deux semaines près de onze mois plus tard. Il a totalisé 40 semaines dans les dix premières places et 113 semaines dans les 50 premières places. En 1991, l'album a atteint la certification diamant avec plus d'un million d'exemplaires vendus. Il s'est à ce jour dépassé les 1,3 million de copies vendues[à vérifier]. En Norvège, l'album est entré dans le classement en février 1990 et est resté pendant six semaines dans le top 20, avec une montée jusqu'à la 9e position.

## Liste des titres
| No  | Titre                          | Paroles | Musique | Durée |
| --- | ------------------------------ | ------- | ------- | ----- |
| 1.  | Hélène                         |         |         | 3:42  |
| 2.  | Là-bas dans l'ombre            |         |         | 4:19  |
| 3.  | Pourtant                       |         |         | 5:47  |
| 4.  | Avant de partir                |         |         | 3:08  |
| 5.  | L'idole                        |         |         | 4:11  |
| 6.  | Fille de pluie                 |         |         | 3:37  |
| 7.  | Souviens-toi                   |         |         | 4:53  |
| 8.  | Pour une victoire              |         |         | 2:53  |
| 9.  | Tous les soirs, c'est Saturday |         |         | 3:33  |
| 10. | Ton blues                      |         |         | 3:27  |

## Crédits
- André Di Cesare – direction artistique
- Scott Price – arrangements (excepté pistes 1–3), synthétiseurs, piano, programmations de synthétiseurs
- Andy Scott, Michel Delaney – ingénieur
- Bill Kinal, Josée Simard – assistants
- Michael Pucci, Robert (Bob) Stanley – guitares
- Sylvain Bolduc – bass
- Richard Provençal – batterie
- Louise Lemire, Élise Duguay, Estelle Esse, Richard Groulx - chœurs
- Jean Blais (couverture avant), Lyne Charlebois, Michel Tremblay (couverture arrière) – photos
- Steeve Daviault – coiffure, maquillage
- Elise Duguay – back-up singer

## Certification
| Pays   | Association | Certification | Ventes/Équivalence |
| ------ | ----------- | ------------- | ------------------ |
| France | SNEP        | diamant       | 1 000 000          |